# محمد الجاركي
الشيخ محمد بن عبد العزيز بن عبد الرحيم الجاركي الصديقي (1299هـ - 1383هـ) عالم ومحدث وداعية أديب رحلات سلفي العقيدة والمنهج.
ولد سنة 1299هـ‚ في الاحساء ، ثم انتقل إلى جارك وأسس فيها مدرسة، ثم انتقل إلى البحرين وعقد الدروس والخطب وكان إماماً لجامع البحرين ويلقي فيه الدروس ، ثم انتفل إلى الرياض في خمسينات القرن الرابع عشر الهجري، واجتمع بكبار العلماء وعقد الدروس والمواعظ وطاف بعض بلدان نجد للدروس والمواعظ.
توفي في الرياض سنة 1383هـ.